# Sybra apiceochreomaculata
Sybra apiceochreomaculata là một loài bọ cánh cứng trong họ Cerambycidae.